# Veratrum formosanum
Veratrum formosanum är en nysrotsväxtart som beskrevs av Otto Loesener. Veratrum formosanum ingår i släktet nysrötter, och familjen nysrotsväxter. Inga underarter finns listade.